# Fred Henrich

Fred Henrich

Fred Fritz Otto Henrich (* 4. Mai 1898 in Aachen; † 21. Juni 1984 in Frankfurt am Main) war ein deutscher Politiker (NSDAP).

## Leben und Wirken
Nach dem Besuch von zwei Gymnasien in Aachen nahm er ab 1916 am Ersten Weltkrieg teil. 1918 wurde er zum Leutnant befördert und in Frankreich durch Bauchschuss schwer verwundet. Nach der Genesung und dem Ausscheiden aus dem Militär studierte er Philosophie und Rechtswissenschaften an den Universitäten München und Berlin. Von 1924 bis 1933 arbeitete er in der väterlichen Zigarrenfabrik als kaufmännischer Angestellter.
Henrich gründete den Bund der Kaiserlichen. Nach der Ermordung von Matthias Erzberger wurde er inhaftiert und wegen Geheimbündlerei vom Reichsgericht Leipzig zu vier Monaten Gefängnis verurteilt.
Henrich trat der Schwarzen Reichswehr bei. Henrich trat zum 1. Oktober 1930 der NSDAP bei (Mitgliedsnummer 323.761) und schloss sich auch der SA an. Er wurde Führer der SA-Brigade 76 und 1934 SA-Standortführer in Aachen.
Am 12. November 1933 wurde er für die NSDAP in den nationalsozialistischen Reichstag gewählt, aus dem er am 4. Oktober 1935 wieder ausschied.